# Toxoide
Toxoide (ou anatoxina) é uma toxina bacteriana inativa, a qual, pelo efeito de métodos químicos ou físicos, é destruída a sua ação tóxica, ficando a ação imunizante específica da toxina.
Uma aplicação dos toxoides é o seu uso como vacinas. Exemplos desta aplicação são as vacinas antitetânica e antidifterica.